# Spoorlijn Flensburg - Tönning
Flensburg - Tönning is een Deens/Duitse spoorlijn tussen Flensburg, Husum en Tönning. Dit was de eerste spoorlijn in het Deense Hertogdom Sleeswijk.
Zie voor meer informatie de artikelen over de deeltrajecten:
- Spoorlijn Husum - Flensburg — ex-Deens, later ex-Duits traject
- Spoorlijn Husum - Tönning — onderdeel van traject Husum - Bad St. Peter-Ording